# Paul McNamee
Paul McNamee (Melbourne, Austràlia, 12 de novembre de 1954) és un tennista australià retirat, especialitzat en la modalitat de dobles.
En el seu palmarès consten dos títols individuals del circuit ATP, 24 de dobles masculins i un de dobles mixts. Destaquen cinc títols de Grand Slam, quatre en dobles femenins i un en dobles mixts, repartits entre l'Open d'Austràlia i Wimbledon. Aquests resultats li van permetre encapçalar el rànquing de dobles masculins durant tres setmanes l'any 1981. Va formar part de l'equip australià de Copa Davis en diverses ocasions i va col·laborar en la consecució del títol en les edicions de 1983 i 1986.
Després de la seva retirada va exercir com a directiu de diverses organitzacions relacionades amb el món del tennis. Va tenir un paper molt destacat en la creació de la Hopman Cup l'any 1988, del qual també en fou director, i també director de l'Open d'Austràlia fins a l'any 2006. Paral·lelament també fou director de l'Australian Golf Open i del Melbourne Football Club durant uns mesos.

## Torneigs de Grand Slam

### Dobles masculins: 6 (4−2)
| Resultat  | Núm. | Any  | Torneig              | Parella        | Oponents                      | Marcador                |
| --------- | ---- | ---- | -------------------- | -------------- | ----------------------------- | ----------------------- |
| Guanyador | 1.   | 1979 | Open d'Austràlia     | Peter McNamara | Cliff Letcher Paul Kronk      | 7−6, 6−2                |
| Guanyador | 2.   | 1980 | Wimbledon            | Peter McNamara | Robert Lutz Stan Smith        | 7−6, 6−3, 6−7, 6−4      |
| Finalista | 1.   | 1980 | Open d'Austràlia (2) | Peter McNamara | Mark Edmondson Kim Warwick    | 5−7, 4−6                |
| Guanyador | 3.   | 1982 | Wimbledon            | Peter McNamara | Peter Fleming John McEnroe    | 6−3, 6−2                |
| Guanyador | 4.   | 1983 | Open d'Austràlia (3) | Mark Edmondson | Steve Denton Sherwood Stewart | 6−3, 7−6                |
| Finalista | 2.   | 1984 | Wimbledon            | Pat Cash       | Peter Fleming John McEnroe    | 2−6, 7−5, 2−6, 6−3, 3−6 |

### Dobles mixts: 1 (1−0)
| Resultat  | Núm. | Any  | Torneig   | Parella             | Oponents                         | Marcador      |
| --------- | ---- | ---- | --------- | ------------------- | -------------------------------- | ------------- |
| Guanyador | 1.   | 1985 | Wimbledon | Martina Navrátilová | Elizabeth Smylie John Fitzgerald | 7−5, 4−6, 6−2 |

## Palmarès

### Individual: 7 (2−5)
| Títols per superfície |
| --------------------- |
| Dura (1−0)            |
| Gespa (0−0)           |
| Terra batuda (0−4)    |
| Moqueta (1−1)         |

| Resultat  | Núm. | Data                  | Torneig                   | Superfície   | Oponent         | Marcador                |
| --------- | ---- | --------------------- | ------------------------- | ------------ | --------------- | ----------------------- |
| Guanyador | 1.   | 31 de març de 1980    | Palm Harbor, Estats Units | Dura         | Stan Smith      | 6−4, 6−3                |
| Finalista | 1.   | 8 de setembre de 1980 | Palerm, Itàlia            | Terra batuda | Guillermo Vilas | 4−6, 0−6, 0−6           |
| Guanyador | 2.   | 2 de novembre de 1982 | Baltimore, Estats Units   | Moqueta      | Guillermo Vilas | 4−6, 7−5, 7−5, 2−6, 6−3 |
| Finalista | 2.   | 4 d'abril de 1983     | Houston, Estats Units     | Terra batuda | Ivan Lendl      | 2−6, 0−6, 3−6           |
| Finalista | 3.   | 3 d'octubre de 1983   | Brisbane, Austràlia       | Moqueta      | Pat Cash        | 6−4, 4−6, 3−6           |
| Finalista | 4.   | 14 d'abril de 1986    | Niça, França              | Terra batuda | Emilio Sánchez  | 1−6, 3−6                |
| Finalista | 5.   | 11 d'agost de 1986    | Sent-Vincent, Itàlia      | Terra batuda | Simone Colombo  | 6−2, 3−6, 6−7           |

### Dobles masculins: 40 (24−16)
| Títols per superfície |
| --------------------- |
| Dura (2−4)            |
| Gespa (9−3)           |
| Terra batuda (9−6)    |
| Moqueta (4−3)         |

| Resultat  | Núm. | Data                   | Torneig                                  | Superfície   | Parella          | Oponents                         | Marcador                |
| --------- | ---- | ---------------------- | ---------------------------------------- | ------------ | ---------------- | -------------------------------- | ----------------------- |
| Finalista | 1.   | 14 de novembre de 1978 | Santiago, Xile                           | Terra batuda | Henry Bunis      | Patricio Cornejo Jaime Fillol    | 7−5, 1−6, 1−6           |
| Guanyador | 1.   | 2 d'abril de 1979      | Niça, França                             | Terra batuda | Peter McNamara   | Pavel Složil Tomáš Šmíd          | 6−1, 3−6, 6−2           |
| Guanyador | 2.   | 9 d'abril de 1979      | El Caire, Egipte                         | Terra batuda | Peter McNamara   | Anand Amritraj Vijay Amritraj    | 7−5, 6−4                |
| Guanyador | 3.   | 17 de setembre de 1979 | Palerm, Itàlia                           | Terra batuda | Peter McNamara   | Ismail El Shafei John Feaver     | 7−5, 7−6                |
| Guanyador | 4.   | 17 de desembre de 1979 | Sydney, Austràlia                        | Gespa        | Peter McNamara   | Steve Docherty Christopher Lewis | 7−6, 6−3                |
| Guanyador | 5.   | 24 de desembre de 1979 | Open d'Austràlia, Austràlia              | Gespa        | Peter McNamara   | Cliff Letcher Paul Kronk         | 7−6, 6−2                |
| Guanyador | 6.   | 28 de gener de 1980    | San Juan, Puerto Rico                    | Dura         | Paul Kronk       | Robert Trogolo Mark Turpin       | 7−6, 6−3                |
| Guanyador | 7.   | 31 de març de 1980     | Palm Harbor, Estats Units                | Dura         | Paul Kronk       | Steve Docherty John James        | 6−4, 7−5                |
| Guanyador | 8.   | 7 d'abril de 1980      | Houston, Estats Units                    | Terra batuda | Peter McNamara   | Marty Riessen Sherwood Stewart   | 6−4, 6−4                |
| Finalista | 2.   | 5 de maig de 1980      | Forest Hills, Estats Units               | Terra batuda | Peter McNamara   | Peter Fleming John McEnroe       | 2−6, 7−5, 2−6           |
| Finalista | 3.   | 9 de juny de 1980      | Londres, Regne Unit                      | Gespa        | Sherwood Stewart | Rod Frawley Geoff Masters        | 2−6, 6−4, 9−11          |
| Guanyador | 9.   | 23 de juny de 1980     | Wimbledon, Regne Unit                    | Gespa        | Peter McNamara   | Robert Lutz Stan Smith           | 7−6, 6−3, 6−7, 6−4      |
| Guanyador | 10.  | 3 de novembre de 1980  | Estocolm, Suècia                         | Moqueta      | Heinz Günthardt  | Robert Lutz Stan Smith           | 6−7, 6−3, 6−2           |
| Finalista | 4.   | 17 de novembre de 1980 | Bolonya, Itàlia                          | Moqueta      | Steve Denton     | Balázs Taróczy Butch Walts       | 6−2, 3−6, 0−6           |
| Finalista | 5.   | 24 de novembre 1980    | Johannesburg, Sud-àfrica                 | Dura         | Heinz Günthardt  | Robert Lutz Stan Smith           | 7−6, 3−6, 4−6           |
| Guanyador | 11.  | 15 de desembre de 1980 | Sydney (2)                               | Gespa        | Peter McNamara   | Vitas Gerulaitis Brian Gottfried | 6−2, 6−4                |
| Finalista | 6.   | 30 de desembre de 1980 | Open d'Austràlia                         | Gespa        | Peter McNamara   | Mark Edmondson Kim Warwick       | 5−7, 4−6                |
| Guanyador | 12.  | 6 de gener de 1981     | Masters Doubles WCT, Londres, Regne Unit | Moqueta      | Peter McNamara   | Victor Amaya Hank Pfister        | 6−3, 2−6, 3−6, 6−3, 6−2 |
| Finalista | 7.   | 12 de gener de 1981    | Volvo Masters, Nova York, Estats Units   | Moqueta (i)  | Peter McNamara   | Peter Fleming John McEnroe       | 4−6, 3−6                |
| Finalista | 8.   | 11 de maig de 1981     | Hamburg, Alemanya Occidental             | Terra batuda | Peter McNamara   | Hans Gildemeister Andrés Gómez   | 4−6, 6−3, 4−6           |
| Guanyador | 13.  | 13 de juliol de 1981   | Stuttgart, Alemanya Occidental           | Terra batuda | Peter McNamara   | Mark Edmondson Mike Estep        | 2−6, 6−4, 7−6           |
| Guanyador | 14.  | 14 de desembre de 1981 | Sydney (3)                               | Gespa        | Peter McNamara   | Hank Pfister John Sadri          | 6−7, 7−6, 7−6           |
| Finalista | 9.   | de 1982                | Niça                                     | Terra batuda | Balázs Taróczy   | Henri Leconte Yannick Noah       | 7−5, 4−6, 3−6           |
| Guanyador | 15.  | 5 d'abril de 1982      | Montecarlo, Mònaco                       | Terra batuda | Peter McNamara   | Mark Edmondson Sherwood Stewart  | 6−7, 7−6, 6−3           |
| Guanyador | 16.  | 19 d'abril de 1982     | Bournemouth, Regne Unit                  | Terra batuda | Buster Mottram   | Henri Leconte Ilie Năstase       | 3−6, 7−6, 6−3           |
| Guanyador | 17.  | 21 de juny de 1982     | Wimbledon (2)                            | Gespa        | Peter McNamara   | Peter Fleming John McEnroe       | 6−3, 6−2                |
| Guanyador | 18.  | 14 de febrer de 1983   | Memphis, Estats Units                    | Moqueta      | Peter McNamara   | Tim Gullikson Tom Gullikson      | 6−3, 5−7, 6−4           |
| Guanyador | 19.  | 6 de juny de 1983      | Londres                                  | Gespa        | Brian Gottfried  | Kevin Curren Steve Denton        | 6−4, 6−3                |
| Finalista | 10.  | de 1983                | Washington DC, Estats Units              | Terra batuda | Ferdi Taygan     | Mark Dickson Cássio Motta        | 2−6, 6−1, 4−6           |
| Guanyador | 20.  | 3 d'octubre de 1983    | Brisbane, Austràlia                      | Moqueta      | Pat Cash         | Mark Edmondso3n Kim Warwick      | 7−6, 7−6                |
| Guanyador | 21.  | 28 de novembre de 1983 | Open d'Austràlia (2)                     | Gespa        | Mark Edmondson   | Steve Denton Sherwood Stewart    | 6−3, 7−6                |
| Guanyador | 22.  | 2 d'abril de 1984      | Houston (2)                              | Terra batuda | Pat Cash         | David Dowlen Nduka Odizor        | 7−5, 4−6, 6−3           |
| Guanyador | 23.  | 23 d'abril de 1984     | Ais de Provença, França                  | Terra batuda | Pat Cash         | Chris Lewis Wally Masur          | 4−6, 6−3, 6−4           |
| Guanyador | 24.  | 11 de juny de 1984     | Londres (2)                              | Gespa        | Pat Cash         | Bernard Mitton Butch Walts       | 6−4, 6−3                |
| Finalista | 11.  | 25 de juny de 1984     | Wimbledon                                | Gespa        | Pat Cash         | Peter Fleming John McEnroe       | 2−6, 7−5, 2−6, 6−3, 3−6 |
| Finalista | 12.  | 22 d'octubre de 1984   | Hong Kong, Hong Kong                     | Dura         | Mark Edmondson   | Ken Flach Robert Seguso          | 7−6, 3−6, 5−7           |
| Finalista | 13.  | 18 de març de 1985     | Rotterdam, Països Baixos                 | Moqueta      | Vitas Gerulaitis | Pavel Složil Tomáš Šmíd          | 4−6, 4−6                |
| Finalista | 14.  | 8 de juliol de 1985    | Boston, Estats Units                     | Terra batuda | Peter McNamara   | Libor Pimek Slobodan Živojinović | 6−2, 4−6, 6−7           |
| Finalista | 15.  | 17 de març de 1986     | Fort Myers, Estats Units                 | Dura         | Peter Doohan     | Andrés Gómez Ivan Lendl          | 5−7, 4−6                |
| Finalista | 16.  | 13 d'octubre de 1986   | Sydney                                   | Dura (i)     | Peter McNamara   | Boris Becker John Fitzgerald     | 4−6, 6−7                |

#### Períodes com a número 1
| Núm. | Predecessor  | Dates                   | Successor    | Setmanes | Acumulat |
| ---- | ------------ | ----------------------- | ------------ | -------- | -------- |
| 1.   | John McEnroe | 25/05/1981 − 14/06/1981 | John McEnroe | 3        | 3        |

### Dobles mixts: 1 (1−0)
| Resultat  | Núm. | Data               | Torneig               | Superfície | Parella             | Oponents                         | Marcador      |
| --------- | ---- | ------------------ | --------------------- | ---------- | ------------------- | -------------------------------- | ------------- |
| Guanyador | 1.   | 24 de juny de 1985 | Wimbledon, Regne Unit | Gespa      | Martina Navrátilová | Elizabeth Smylie John Fitzgerald | 7−5, 4−6, 6−2 |

### Equips: 2 (2−0)
| Resultat  | Núm. | Data                      | Torneig                          | Superfície | Equip                                   | Oponents                                                   | Marcador |
| --------- | ---- | ------------------------- | -------------------------------- | ---------- | --------------------------------------- | ---------------------------------------------------------- | -------- |
| Guanyador | 1.   | 26−28 de desembre de 1983 | Copa Davis, Melbourne, Austràlia | Gespa      | Pat Cash Mark Edmondson John Fitzgerald | Anders Järryd Joakim Nyström Hans Simonsson Mats Wilander  | 3−2      |
| Guanyador | 2.   | 26−28 de desembre de 1986 | Copa Davis, Melbourne (2)        | Gespa      | Pat Cash John Fitzgerald Peter McNamara | Stefan Edberg Anders Järryd Joakim Nyström Mikael Pernfors | 3−2      |

## Trajectòria

### Individual
| Open d'Austràlia | A   | A   | A   | 1R  | 1R    | 2R    | 1R    | 4R    | QF    | A     | SF    | 3R    | 1R    | A     | NC    | 1R   | 3R  | 0 / 11  |         |
| Roland Garros | A   | A   | A   | A   | 3R    | 3R    | 3R    | A     | 4R    | 1R    | A     | 2R    | 3R    | 3R    | 2R    | 2R   | A   | 0 / 9   |         |
| Wimbledon | 1R  | A   | A   | 1R  | A     | A     | 1R    | A     | 3R    | 3R    | 4R    | 2R    | 1R    | 3R    | 3R    | 2R   | A   | 0 / 11  |         |
| US Open | A   | A   | A   | A   | 1R    | 1R    | A     | 2R    | 1R    | A     | A     | 2R    | 2R    | 1R    | 2R    | 1R   | A   | 0 / 8   |         |
| Total Victòries−Derrotes                                                                                                   | 1−3 | 0−4 | 0−0 | 2−8 | 14−18 | 14−18 | 17−23 | 13−13 | 45−31 | 18−13 | 24−16 | 40−26 | 18−18 | 18−14 | 27−25 | 7−16 | 3−2 | 247−231 | 247−231 |
| Rànquing a final d'any | −   | 318 | 300 | 174 | 104   | 104   | 100   | 82    | 33    | 48    | 34    | 35    | 61    | 48    | 45    | 194  | 456 |         |         |
| Llegenda: G: Guanyador; F: Finalista; SF: Semifinalista; QF: Quarts de final; Q: Qualificació; A: Absent; RR: Round Robin; |     |     |     |     |       |       |       |       |       |       |       |       |       |       |       |      |     |         |         |

### Dobles masculins
| Open d'Austràlia | A   | 2R  | 3R  | 1R  | 1R | 1R | 1R | G    | F  | QF    | A     | G     | 1R    | A     | NC    | A    | 2 / 11  |         |
| Roland Garros | A   | A   | A   | A   | 1R | 1R | 2R | A    | 3R | QF    | A     | 3R    | 1R    | 2R    | SF    | 1R   | 0 / 9   |         |
| Wimbledon | 1R  | A   | A   | A   | A  | A  | 1R | A    | G  | SF    | G     | QF    | F     | SF    | 3R    | 1R   | 2 / 10  |         |
| US Open | A   | A   | A   | A   | 2R | 2R | A  | 2R   | SF | A     | 1R    | 2R    | 1R    | 3R    | 1R    | 2R   | 0 / 9   |         |
| Total Victòries−Derrotes                                                                                                   | 0−1 | 0−1 | 0−2 | 3−6 |    |    |    | 30−8 |    | 33−10 | 29−12 | 43−10 | 24−14 | 22−14 | 21−12 | 8−11 | 303−162 | 303−162 |
| Rànquing a final d'any | −   | −   | −   | 163 |    |    |    | 34   |    |       |       | 3     | 18    | 24    | 17    | 145  |         |         |
| Llegenda: G: Guanyador; F: Finalista; SF: Semifinalista; QF: Quarts de final; Q: Qualificació; A: Absent; RR: Round Robin; |     |     |     |     |    |    |    |      |    |       |       |       |       |       |       |      |         |         |